# Kip Griffin
Kip Griffin (ur. 17 grudnia 1966 r.) – amerykański narciarz, specjalista narciarstwa dowolnego. Nigdy nie startował na mistrzostwach świata ani na igrzyskach olimpijskich. Najlepsze wyniki w Pucharze Świata osiągnął w sezonie 1994/1995, kiedy to zajął 30. miejsce w klasyfikacji generalnej, a w klasyfikacji skoków akrobatycznych był dziewiąty.

## Sukcesy

### Puchar Świata

#### Miejsca w klasyfikacji generalnej
- 1992/1993 – 87.
- 1993/1994 – 40.
- 1994/1995 – 30.
- 1995/1996 – 34.
- 1997/1998 – 49.

#### Miejsca na podium
1. Lake Placid – 23 stycznia 1994 (Skoki akrobatyczne) – 3. miejsce
2. Kirchberg – 24 lutego 1995 (Skoki akrobatyczne) – 1. miejsce
3. Hundfjället – 9 marca 1996 (Skoki akrobatyczne) – 3. miejsce
4. Breckenridge – 31 stycznia 1998 (Skoki akrobatyczne) – 1. miejsce

- W sumie 2 zwycięstwa i 2 trzecie miejsca.